# فانيكرمبي
فانيكرمبي (بالإنجليزية: Vaniyakarambai)‏ هي منطقة سكنية تقع في الهند في Kumbakonam Taluk. يقدر عدد سكانها بـ 157 نسمة .